# Come in from the Cold

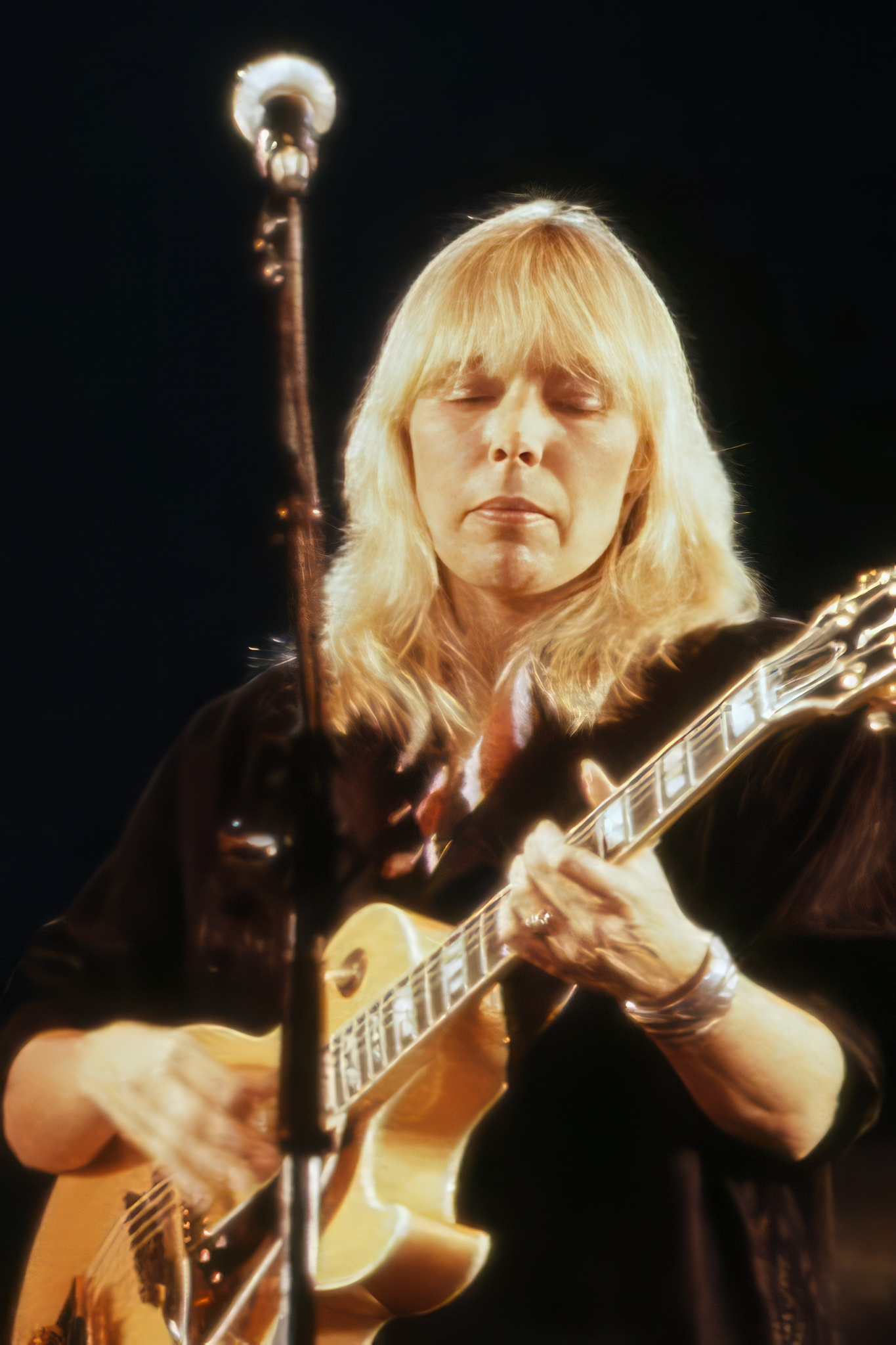
Joni Mitchell (1983)

Come in from the Cold  ist ein Song von Joni Mitchell, der 1991 auf ihrem Album Night Ride Home erschien. Er wurde im gleichen Jahr als Single ausgekoppelt, in einer auf die knappe Hälfte gekürzten Version, in der die letzten vier der sieben Strophen weggelassen wurden.
Unter gleichem Namen wurde 1991 auch ein 45-minütiges Video veröffentlicht, das acht Videos für Songs aus Mitchells Alben Chalk Mark in a Rainstorm und Night Ride Home sowie Interviews enthielt, in denen Mitchell die Inspiration für die Songs und die Videos diskutiert.

## Text
Come in from the Cold beinhaltet wehmütige Betrachtungen über Mitchells bisheriges Leben und ihre Beziehungen. Sie beginnen 1957, als sie 14 war; bei der Veröffentlichung war sie 47 Jahre alt.
Sie erinnert sich in der ersten Strophe an frühe Erfahrungen:

„Damals, 1957

mussten wir im Abstand von einem Fuß tanzen

und sie inspizierten uns vom Rand

bestanden herzlos auf den Regeln

und nur mit der Berührung unserer Finger

konnten wir unsere Schaltkreise explodieren lassen

Alles, was wir je wollten

war, aus der Kälte hereinzukommen“

Erste Ernüchterung aus der Rücksicht kündigt sich in der zweiten Strophe an:

„Wir dachten wirklich, wir hätten ein Ziel

  wir waren so bestrebt, es zu erreichen“

In der sechsten Strophe singt sie über Fehler, die man aus Angst macht:

„Ich weiß, wir werden nie perfekt sein

niemals vollkommen klar

wir werden verletzt und geraten in Panik

und wir schlagen zu

aus Angst

ich fürchte die Strafe für dieses Alleinsein

200 Jahre in der Warteschleife

Oh, und alles, was wir je wollten

war, aus der Kälte hereinzukommen“

In der letzten der sieben Strophen – die in der Single-Version fehlt – erzählt sie von Ernüchterung und Selbsterkenntnis:

„Als ich dachte, das Leben hätte einen Sinn

dachte ich, ich hätte eine Wahl

und ich fällte manches Werturteil

mit selbstgefälliger Stimme

doch dann kam Absurdität über mich

und ich sehnte mich nach Kontrollverlust

Oh, alles was ich jemals wollte

war, aus der Kälte hereinzukommen“

## Musiker
- Joni Mitchell: Gesang, Akustische Gitarre, Birotron, Keyboard
- Larry Klein: Bass, Gitarre, Percussion
- Vinnie Colaiuta: Schlagzeug
- Alex Acuña: Percussion